# Phyllagathis atroviolacea
Phyllagathis atroviolacea är en tvåhjärtbladig växtart som beskrevs av Carlo Hansen och Nicoletta Cellinese. Phyllagathis atroviolacea ingår i släktet Phyllagathis och familjen Melastomataceae. Inga underarter finns listade i Catalogue of Life.